# Gare de Chivasso
La gare de Chivasso (en italien, Stazione di Chivasso) est une gare ferroviaire italienne des lignes, de Turin à Milan, de Chivasso à Aoste, de Chivasso à Asti et de Chivasso à Alexandrie. Elle est située à proximité du centre-vile de Chivasso, dans la région du Piémont.
Elle est mise en service en 1855. C'est une gare, classée or, des Rete ferroviaria italiana (RFI), desservie par des trains Trenitalia RV et R.

## Situation ferroviaire
Établie à environ 184 mètres d'altitude, la gare de bifurcation de Chivasso est située au point kilométrique (PK) 27,251 de la ligne de Turin à Milan entre les gares ouvertes de Brandizzo et de Castelrosso  et elle est à l'origine des lignes de Chivasso à Aoste, de Chivasso à Asti et de Chivasso à Alexandrie.

## Histoire
La station de « Chivasso » est mise en service le 8 avril 1855 par la Società della ferrovia da Torino a Novara, lorsqu'elle ouvre à l'exploitation la section de Verceil à Chivasso de sa ligne de Turin à Novare. En 1856, la ligne de Turin à Novare est officiellement inaugurée le 20 octobre et exploitée par la Compagnie du chemin de fer Victor-Emmanuel qui a absorbé par fusion la compagnie d'origine.
Elle devient en 1858 une gare de bifurcation avec l'ouverture de la section de Chivasso à Ivrée de la ligne de Chivasso à Aoste.

## Service des voyageurs

### Accueil
Gare voyageurs RFI, classée or, elle dispose d'un bâtiment voyageurs, avec guichets et salle d'attente, ouvert tous les jours.
Un passage souterrain permet la traversée des voies et l'accès aux quais.

### Desserte
Chivasso est desservie par des trains Trenitalia des relations : Turin-Porta-Nuova - Milan-Centrale, Turin-Porta-Nuova - Ivrée, Novare - Ivrée (ou Chivasso), Pinerol - Chivasso, Casale Monferrato - Chivasso, Alexandrie - Chivasso.

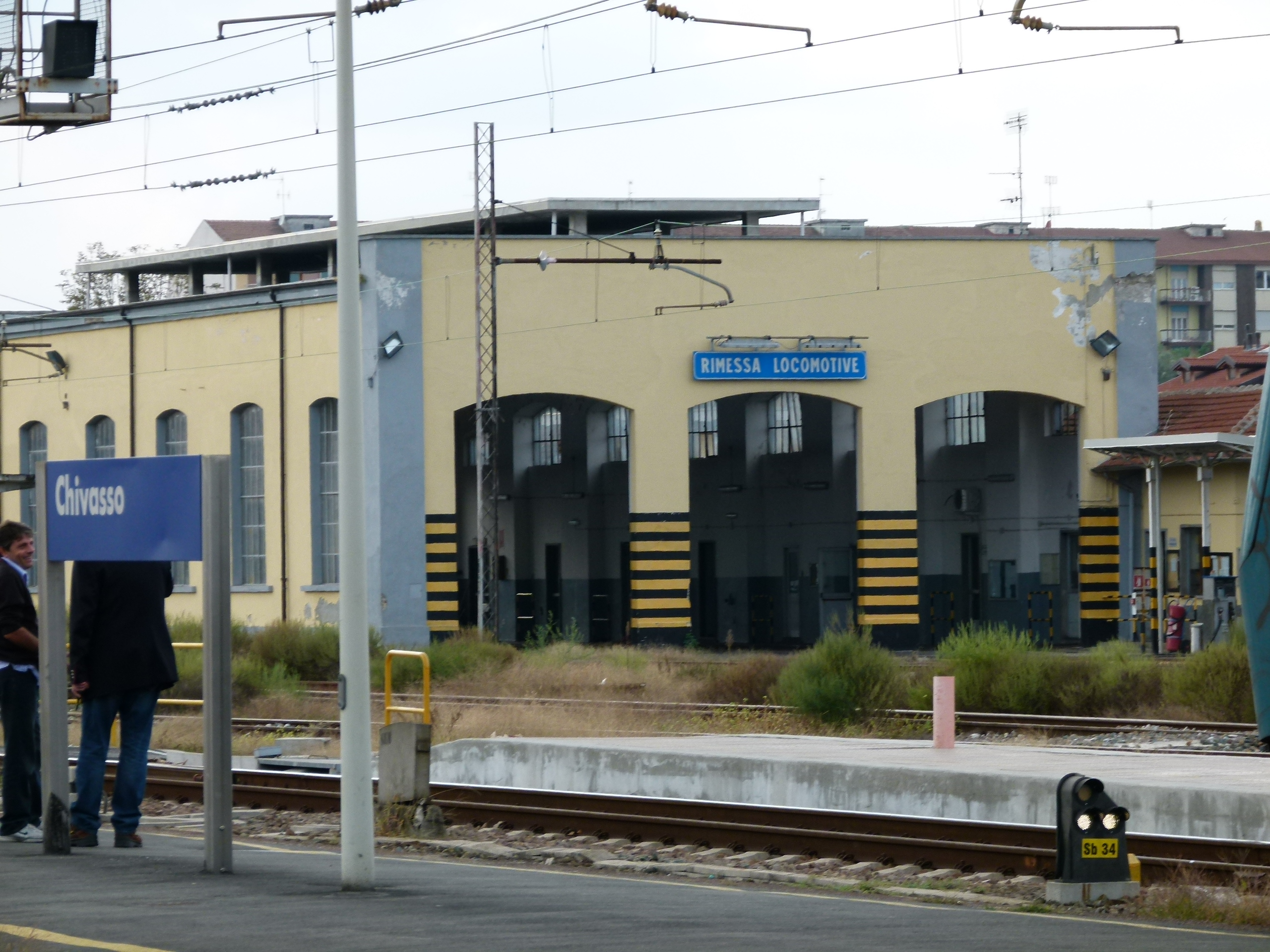
Dépôt de locomotives.

### Intermodalité
Un parking pour les véhicules y est aménagé. Elle dispose d'une gare routière desservie par des bus urbains.